# Кампора
Ка̀мпора (на италиански: Campora) е село и община в Южна Италия, провинция Салерно, регион Кампания. Разположено е на 525 m надморска височина. Населението на общината е 479 души (към 2010 г.).